# Jarrett Bush
Jarrett Lee Bush (Vacaville, 21 maggio 1984) è un ex giocatore di football americano statunitense che ha giocato nel ruolo di cornerback nella NFL e nella CFL. Dopo non essere stato selezionato nel Draft NFL 2006 firmò con i Carolina Panthers. Al college ha giocato a football a Utah State.

## Carriera professionistica

### Carolina Panthers
Bush inizialmente firmò coi Carolina Panthers in qualità di free agent non scelto nel Draft 2006 ma fu tagliato subito la fine della pre-stagione.

### Green Bay Packers
Bush firmò coi Green Bay Packers il successivo al taglio da parte di Carolina. Egli fu impiegato prevalentemente come terzo o quarto cornerback nelle gerarchie della squadra e come membro degli special team durante i suoi anni trascorsi ai Packers.
Il 13 maggio 2009 i Tennessee Titans fecero un'offerta contrattuale per ottenere le prestazioni di Bush. I Packers effettuarono al giocatore una contro-proposta e questi decise di rimanere nel Wisconsin.
Il 6 febbraio 2011, durante il Super Bowl XLV, dopo che il cornerback Pro Bowler Charles Woodson si fratturò un osso del collo, Bush fu chiamato a sostituirlo nel ruolo di cornerback oltre che continuare a fare parte delle azioni degli special team. Nel corso del secondo quarto, gli Steelers si trovavano sulla linea delle 49 yard di Green Bay su una situazione di secondo&11. Bush lesse bene l'azione avventandosi su un passaggio di Ben Roethlisberger diretto a Michael Wallace, mettendo a segno il secondo intercetto della partita per i Packers. Tale azioni si rivelò centrale per l'andamento della gara, dal momento che il successivo drive si concluse con un passaggio da touchdown da Aaron Rodgers a Greg Jennings. Bush terminò il Super Bowl XLV un intercetto, un passaggio deviato e cinque tackle totali, 4 quattro dei quali solitari.
Nella settimana 14 della stagione 2013, Bush intercettò un passaggio di Matt Ryan a dieci secondi dal termine con i Packers in vantaggio di un solo punto, sigillando così la vittoria della sua squadra.

## Vittorie e premi
- Super Bowl : 1

Green Bay Packers: Super Bowl XLV
- National Football Conference Championship: 1

Green Bay Packers: 2010

## Statistiche
| Partite totali             | 94  |
| Partite totali da titolare | 7   |
| Tackle totali              | 130 |
| Intercetti fatti           | 3   |
| Fumble forzati             | 1   |